# 新世紀エヴァンゲリオン 〜まごころを、君に〜
『新世紀エヴァンゲリオン 〜まごころを、君に〜』（しんせいきエヴァンゲリオン まごころを、きみに）（英語サブタイトル I'll Give The True Love for You.）は、ビスティが2007年7月に発売した5号機パチスロ。
アニメ『新世紀エヴァンゲリオン』とのタイアップ機で、パチスロ『新世紀エヴァンゲリオン』の後継機にあたる。

## 概要
前作から約23ヶ月ぶりに発売するパチスロのエヴァシリーズ第2弾である。パチンコ『CR新世紀エヴァンゲリオン 〜奇跡の価値は〜』で登場した演出をはじめ、パチンコ版では突然確変の演出でもある「暴走モード」も採用されている（後述）。初代ほどコイン持ちはよくないが、ボーナスと小役の重複当選が採用されるなど全般的にボーナス確率が上げられている。重複当選の中心になるのはスイカとチェリーで、チェリーは初代同様右リール出現で払い出しとなる（左リール出現時に右で否定されればリーチ目または特殊リプレイ＝暴走モード）。
ビッグボーナスは3種類で、2枚掛け消化で466枚以上払い出しで終了の赤7揃いと青7揃い、286枚以上払い出しで終了の黄7揃い、レギュラーボーナスは黄7黄7青7揃いで12ゲームか小役4回出現で終了となっている。今作ではレギュラーボーナス後の「レイチャンス（RT）」は50ゲーム継続で、暴走モード突入のチャンスゾーンを兼ねている。
暴走モードは主にこのレイチャンス時に特殊リプレイ（チェリー/エヴァ/黄7・ベル・ベル）が成立することで突入する。その確率は655分の1でレイチャンス13回に1回程度。通常時でも成立することはあるが1/16384と確率がかなり低い為、ほとんど突入しない（総合的な比率では暴走モードの3回に1回程度が通常時からの成立）。
なお、暴走モードを含む新演出については以下参照。
ボーナス時は特定の条件（50G以内の連チャン・赤7または青7確定後にエヴァ絵柄を揃える・暴走モードからのボーナス）によりBGMが変わる。基本のBGMは青7、赤7の場合は『魂のルフラン』、黄7の場合は『残酷な天使のテーゼ』、レギュラーボーナス時は『魂のルフラン』のインストゥルメンタル版である。特定条件時は赤7、青7が『心よ原始に戻れ』、黄7が『FLY ME TO THE MOON <Main Version II>』、レギュラーが『心よ原始に戻れ』のインストゥルメンタル版になる。
また、1G連成立及び赤7または青7成立時にエヴァ絵柄を揃えると、シャッターが閉まり、以下の3種類のプレミアムービーがランダムに選択され流れる。
・セカンドインパクトが発生し最後に渚カヲルが出てくる
・アニメ版のラストシーンのおめでとう
・劇場版まごころを君にの人類補完計画→ラストシーン
また、本機の新たな特徴として、シャッター付き液晶を搭載し、液晶演出をより多彩にしている。
本機種は、販売台数10万台に迫るヒット機種となった。

## 主な新演出
シャッター演出
前作では通常の液晶画面だったが、今作では10インチ液晶に加え、左右に開閉するシャッターが追加された。主な演出として、様々な演出の序章となり、発色によって成立役を示唆する『シャッター発光』や、シリーズおなじみの『タイトル予告』、エヴァの3機が使徒と戦い、エヴァがシャッターを開ければ大当たりとなる『バトル系シャッター演出』などがある。
キャラバトル系演出
前作にはなかった、各キャラによるバトル演出が用意されている。それぞれ、勝てばボーナス確定。投げ方や対戦相手、組んだパートナーで信頼度が異なる。逆転勝利パターンもある。また、いずれの演出でも渚カヲルの登場でボーナス確定となる。
- シンジ - ゴールを決めろ!!フリースロー
  - シンジがフリースローに挑戦する。ゴールを決めればボーナス確定。

- レイ - ドッキドキ水泳対決!!
  - レイが水泳でアスカ、またはシンジと対決する。レイが勝てばボーナス確定。:

- アスカ - ピッチピチビーチバレー対決
  - アスカがシンジ、またはレイとパートナーを組んでビーチバレー（対マヤ＆ヒカリ組）で勝負。アスカ達が勝てばボーナス確定。

暴走モード
パチンコ版では突然確変の演出だった暴走モードがRTとして搭載された。特定の役（特殊リプレイ）が揃う事で突入する。レイチャンスからの突入がメインだが、通常時から突入する場合もある。が、両者とも突入確率が激低の為、プレミアム的要素が強い。コインについてはほぼ現状維持（コインが増えることはほぼない）。次回ボーナスまで継続する。はずれ時に演出に発展することが多い。暴走モードも参照。
ストーリー演出
パチンコ『CR新世紀エヴァンゲリオン 〜奇跡の価値は〜』の演出を移植し、「新ヤシマ作戦リーチ」と「三機攻撃リーチ」は完全移植され、「ユニゾンリーチ」では、エヴァンゲリオン弐号機に代わり零号機が登場するというプレミアバージョンが追加されている。RC経由、暴走経由なら確定。
アスカチャンス
#ステージ解説アスカチャンスを参照
起動実験
#ステージ解説レイのシンクロステージを参照

## ステージ解説
ステージは主に、シンジの部屋、アスカの教室、ネルフ本部、レイのシンクロ、暴走、レイチャンスの6種類がある。
それぞれのステージでそれぞれの小役告知演出（音演出or画面演出）と発展演出が存在する。
シンジの部屋
彼の日常を表現したものとなっていて、シンジの携帯電話がなったり、背後の襖やシャワーカーテンからアニメの登場人物が出てくる演出が起きる。小役告知は、襖の登場人物、バスタオルの色、携帯の画面、リビングでのカレーのお皿の色など。確定演出は、襖から出てくるキャラクターが「ボーナス確定」と言う場合や、カレーのお皿の色が白い、など。
アスカの教室
それぞれキャラクターがバスケットなどで勝負する、アニメとは違ったストーリーが楽しめる。小役告知は、弁当箱の色、水着の色、紙飛行機の色、コンピュータの画面など。確定演出は、パソコンから出てきたキャラクターが「ボーナス確定」と言う、など。
ネルフ本部
碇ゲンドウや葛城ミサトなど、ネルフの中心人物が主に登場する。小役演出は、碇ゲンドウのセリフや、ネルフスタッフ帽子の色など。主な確定演出は、シャッター演出で無人にもかかわらず子役が揃う、ゲンドウの「間違いない、ボーナスだ」のセリフなど。
レイのシンクロステージ
綾波レイがエヴァとの起動実験を行う。アニメではBORDER-LINEのメーター表示がBONUS-LINEとなっており、それをメーターが超えればボーナス突入となる。このステージには非常に突入しにくく、滞在時間も短い。小役告知は、コンピューターメーターの大小で表されている。確定演出として、小役予告音無しでの子役成立、小役メーターが振り切れる、など。
暴走ステージ
リプレイ確率が2分の1まで上昇しているリプレイタイムステージ。画面は基本的にほぼ同じ画面である。BGMはアニメで初号機が暴走した時と同じ音楽である。コイン数は現状維持である。小役告知は、初号機の目の色、爆炎の色など
レイチャンス
レギュラー後の50ゲームだけ突入するリプレイタイムステージ。コイン数は緩やかに増加する。シャッターは基本的に閉まったまま。小役告知は主にシャッターの発色である。
アスカチャンス
アスカチャンスは通常3ゲーム程度しか滞在しない特殊ステージ（チェリーからの演出が基本なので高確率でのボーナス確定が期待できる）。ただし、レイチャンス中に突入した場合は、10ゲーム以上続くこともある。アスカ覚醒演出でボーナス確定となっている（大抵の場合は戦闘演出突入）。アスカ覚醒演出は第25話「Air」の一場面。
全ステージ共通のシャッターが開閉する共通の小役告知もある。演出によって告知された小役が否定された時、ボーナス確定となっている。音演出は、ほとんどがアニメでのセリフがそのまま使われている。

## その他
この台には多くのバグが存在する。その中には演出だけ暴走モードになるバグが存在する。このバグは通常ではありえない特殊な方法をとることで発生させることができる。リール回転中に電源のON・OFFを素早く行い、回転中にデモムービーが流れている状態にしリール停止させることで特殊リプレイが当選しなくても暴走モードに突入する（突入しない時もある）。ただ、演出は暴走モードだが実際は通常の制御と何ら変わりがないのでART状態ではない。その為暴走モード中なのにメダルが減っていく。

## スペック
| 設定 | BIG確率 | REG確率 | 合成確率 |
| ---- | ------- | ------- | -------- |
| 1    | 1/372   | 1/809   | 1/255    |
| 2    | 1/352   | 1/762   | 1/240    |
| 3    | 1/330   | 1/712   | 1/225    |
| 4    | 1/318   | 1/661   | 1/214    |
| 5    | 1/309   | 1/624   | 1/206    |
| 6    | 1/284   | 1/585   | 1/191    |

※各数値はメーカー発表値。